# Orthochtha sudanica
Orthochtha sudanica är en insektsart som beskrevs av Popov, G.B. och Fishpool 1988. Orthochtha sudanica ingår i släktet Orthochtha och familjen gräshoppor. Inga underarter finns listade i Catalogue of Life.